# Берестовое (Добровольский сельский совет)
Берестово́е (укр. Берестове), село, 
Добровольский сельский совет,
Близнюковский район,
Харьковская область.
Код КОАТУУ — 6320682502. Население по переписи 2001 г. составляет 104 (46/58 м/ж) человека.

## Географическое положение
Село Берестовое находится на левом берегу реки Опалиха (приток руки Самара), есть мост.
На противоположном берегу находится село Одинецкое.
В селе есть пруд (~2 га).
В 2-х км на юге находится село Доброволье.

## История
- 1858 - дата основания.

## Экономика
- В селе есть молочно-товарная ферма.

## Экология
В 1-м км от села проходит аммиакопровод.

## Достопримечательности
- Братская могила советских воинов.